# 부여 이씨
부여 이씨(扶餘李氏)는 충청남도 부여군을 본관으로 하는 한국의 성씨이다. 시조 이품(李稟)은 고려 정종의 장인이자 고려에서 공부시랑(工部侍郞)을 지낸 관로였으며 월성부원군(月城府院君)에 봉해졌다.

## 참고 자료
- “부여이씨(扶餘李氏)”. 뿌리를 찾아서.[깨진 링크(과거 내용 찾기)]